# Вимушена перспектива

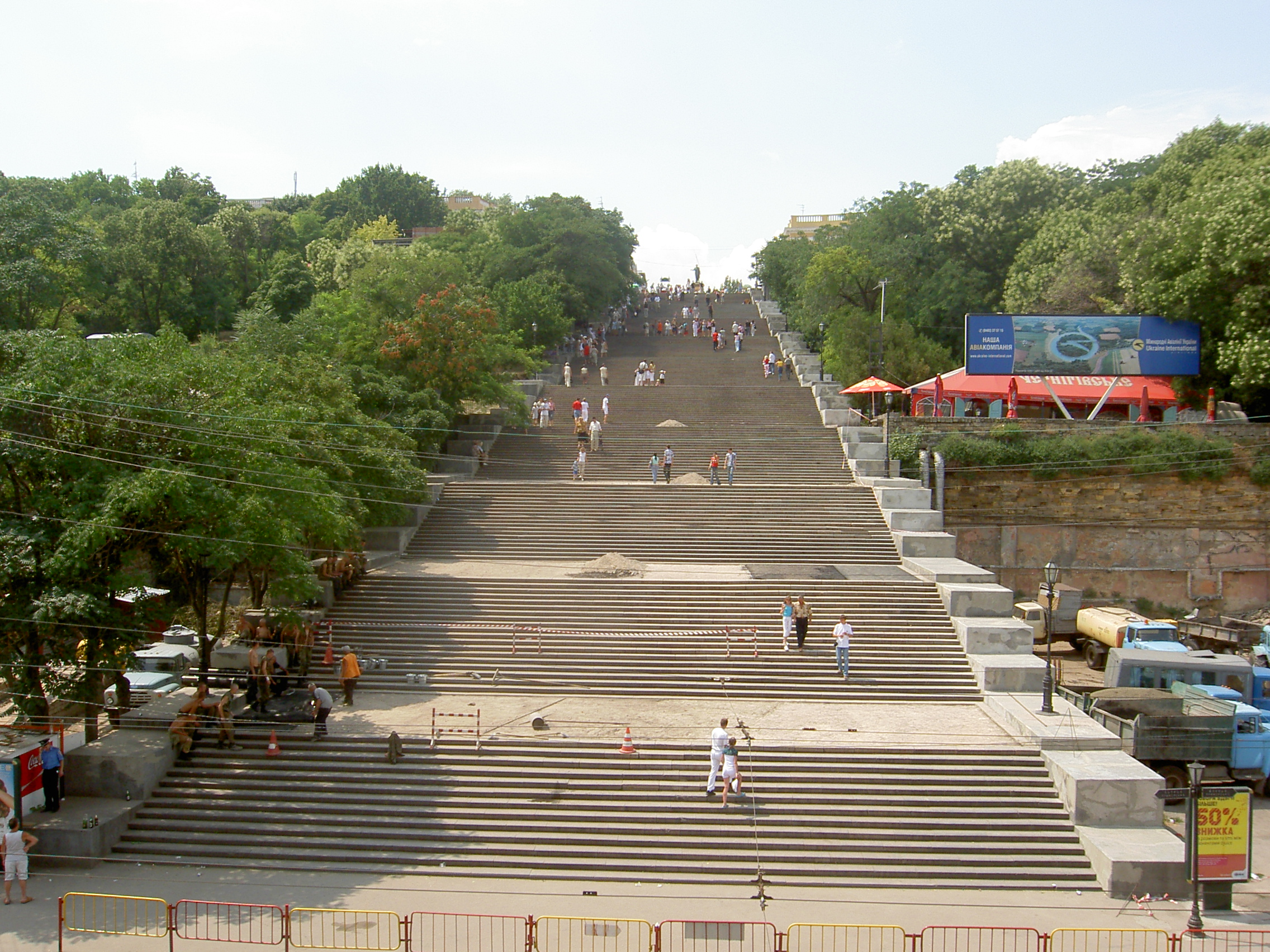
Потьомкінські сходи в Одесі мають довжину в 142 метри,
але створюється ілюзія більшої довжини оскільки сходи є ширшими внизу ніж у верху.

Вимушена перспектива - техніка, яка дозволяє створити оптичну ілюзію, при якій об'єкт здається більш віддаленим, наближеним, більшим або меншим ніж він насправді є. Зазвичай це використовується у фотографії, кінематографі і архітектурі. 
Це маніпуляція над особливостями візуального сприйняття людини за рахунок вигідних позиції масштабованих об'єктів, глядача або камери і кореляції між ними.

## В кінематографі
Одним із прикладів вимушеної перспективи є сцени у пригодницьких фільмах, в яких є динозаври і герої фільму.
Розміщуючи мініатюрну модель динозавра ближче до камери, можна зробити так, що динозавр буде виглядати жахливо великим для глядача, не зважаючи на те, що він всього лише ближче до камери.
Фільми, особливо фільми категорії B відзняті в 1950-их і 1960-их роках, знімалися при обмежених бюджетах
і часто використовували кадри з вимушеною перспективою.
Вимушена перспектива може виглядати досить правдоподібно, коли умови середовища дозволяють приховати різницю в перспективі. 
Наприклад, фінальна сцена відомого фільму «Касабланка» відбувається в аеропорту в епіцентрі шторму, хоча вся сцена знімалася в студії.
Це було досягнуто за допомогою намальованого фонового зображення повітряного судна, яке «обслуговувався» карликами, що стояли поруч з фоном. 
Злива (створена в студії) привертає більше уваги глядача ніж фон і додаткові об'єкти, що робить імітацію перспективи реалістичнішою, а огріхи менш помітними.

### Роль світла
При ранніх застосуваннях вимушеної перспективи в малобюджетних фільмах об'єкти різко виділялися від решти оточення: часто розмиті або з іншим рівнем освітлення. Основною причиною цього були геометричні особливості. Світло від точкових джерел поширюється у сферичному просторі, інтенсивність хвилі зменшується (або  освітленість) в залежності від відстані по закону зворотних квадратів. Це означає, що джерело світла повинне бути в чотири рази яскравіші, для того, щоб однаково освітити об'єкти, що знаходяться на відстані вдвічі більшій від камери. Таким чином, щоб створити ілюзію, при якій віддалений об'єкт знаходиться на тій самій відстані, що і ближній об'єкт і масштабований відповідно сцени, він потребує набагато більше світла. При зйомці з вимушеною перспективою, необхідно щоб діафрагма була встановлено достатньо малою, щоб досягти необхідної глибини різкості, так щоб об'єкт на передньому плані і фон залишилися різкими.

### Вузлові точки: вимушена перспектива в русі
Пітер Джексон в екранізації фільму «Володар перснів» вдосконалив принципу вимушеної перспективи для використання. Персонажі, які візуально стоять поруч один з одним зміщені на кілька стіп в глибині сцени від камери. Це, при нерухомому кадрі, призводить до того, що деякі персонажі виглядають набагато меншими (такі як гноми і Хоббіти) щодо інших.
Часто вживана техніка була вдосконалена у фільмі «Володар перснів: Братство персня» для використання в рухомих сценах. Частини сцени розміщувалися на рухомих платформах, які рухалися точно у відповідності з рухами камери, таким чином, що оптична ілюзія зберігалася протягом всього часу, доки тривала зйомка. Та сама техніка використовувалась при зйомках фільмів про Гаррі Поттера для того, щоб персонаж Гаґрід виглядав як велетень. Реквізити довкола Гаррі і його друзів були нормального розміру, в той час як здається ідентичні речі довкола Гаґріда були фактично менші.
В даних техніках використовується центр на осі вузлових точок, таким чином, що вісь довкола якої обертають камеру, знаходиться в точці між лінзою і кільцем діафрагми, де світло, яке потрапляє до камери, зустрічається з цією віссю. Для порівняння, нормальна вісь обертання буде в точці, в якій світло потрапляє на плівку (або сенсор зображення в цифровій камері).
Позиція цієї вузлової точки може відрізнятися для кожної окремої лінзи. Однак для широкоформатних лінз ця точка зазвичай знаходиться між центром лінзи і кільцем діафрагми.

## В архітектурі
В архітектуріі, конструкція може здаватися більшою, вищою, набагато більш віддаленою або навпаки завдяки коригуванню масштабу об'єктів відносно один одного з позиції глядача, збільшуючи чи зменшуючи їх розмір і глибину при візуальному сприйнятті.
Наприклад, якщо вимушена перспектива використовується для того, щоб об'єкт здавався далі, ніж він є насправді. Можна використати наступний метод: 
поступово зменшуючи масштаб об'єктів все більше при збільшенні відстані від спостерігача, створюється ілюзія, що розміри цих об'єктів зменшуються завдяки їх віддаленого розташування. І навпаки, цей самий метод іноді використовується в класичному парковому дизайні для того, щоб скоротити відстань при сприйнятті конкретних точок вздовж прямої лінії.
Статуя Свободи побудована із малопомітною вимушеною перспективою, так що її пропорції сприймаються більш коректними, якщо на неї дивитися знизу. В кінці 19-го сторіччя, коли статуя була побудована (до того як стали простими авіаційні перельоти), на статую рідко хто міг подивитися під іншим кутом зору. Ця особливість викликала труднощі при створенні спецефектів для фільму «Мисливці на привидів 2», довелося виправляти вимушену перспективу назад при створенні копії статуї для фільму, таким чином щоб їхня модель (при зйомці зверху) не виглядала витягнутою вверх.
 Цей ефект також присутній в статуї Давида, яку створив Мікеланжело.

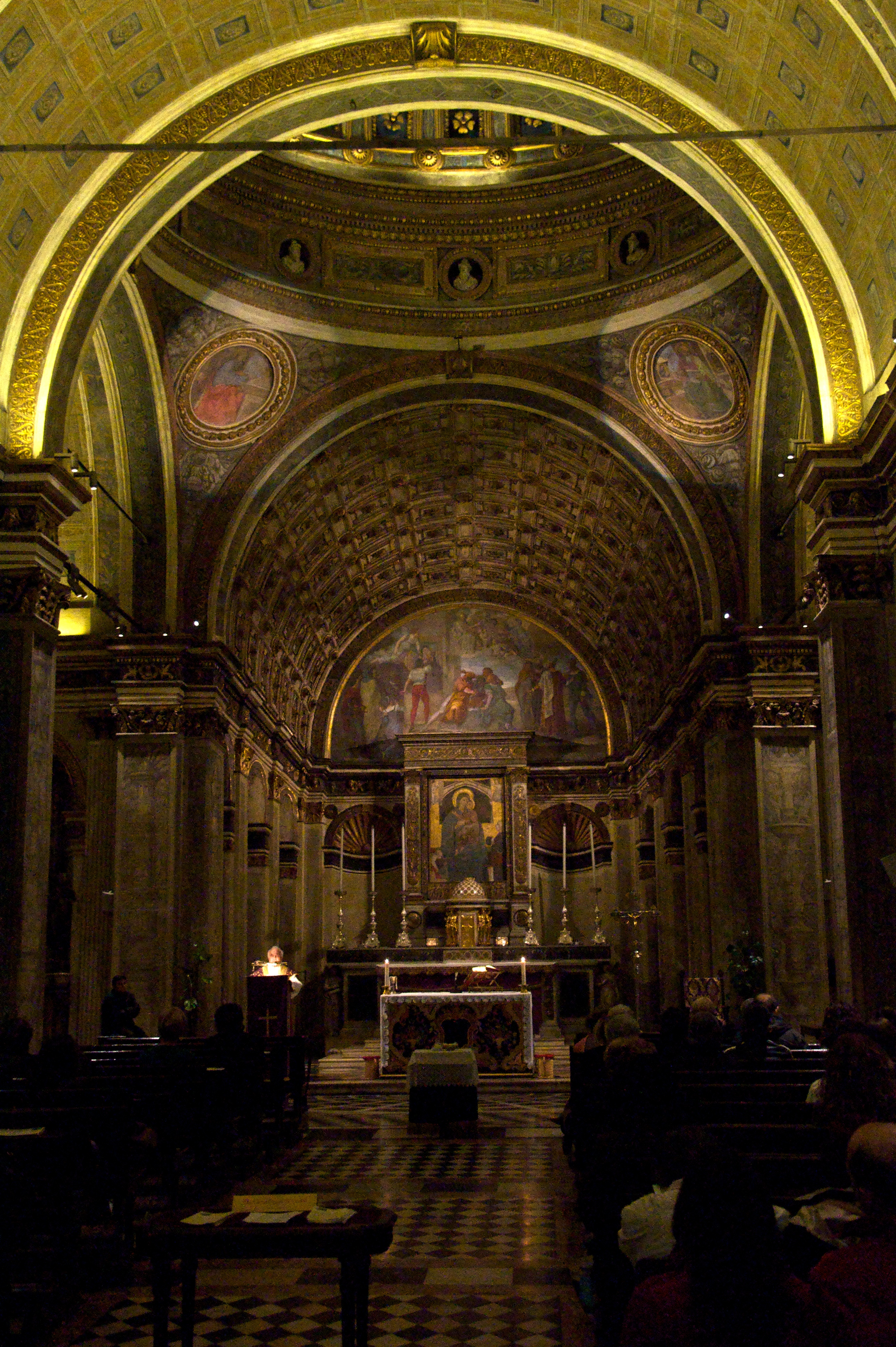
Створена ілюзія великого простору апсиди в Santa Maria presso San Satiro в Мілані, Італія
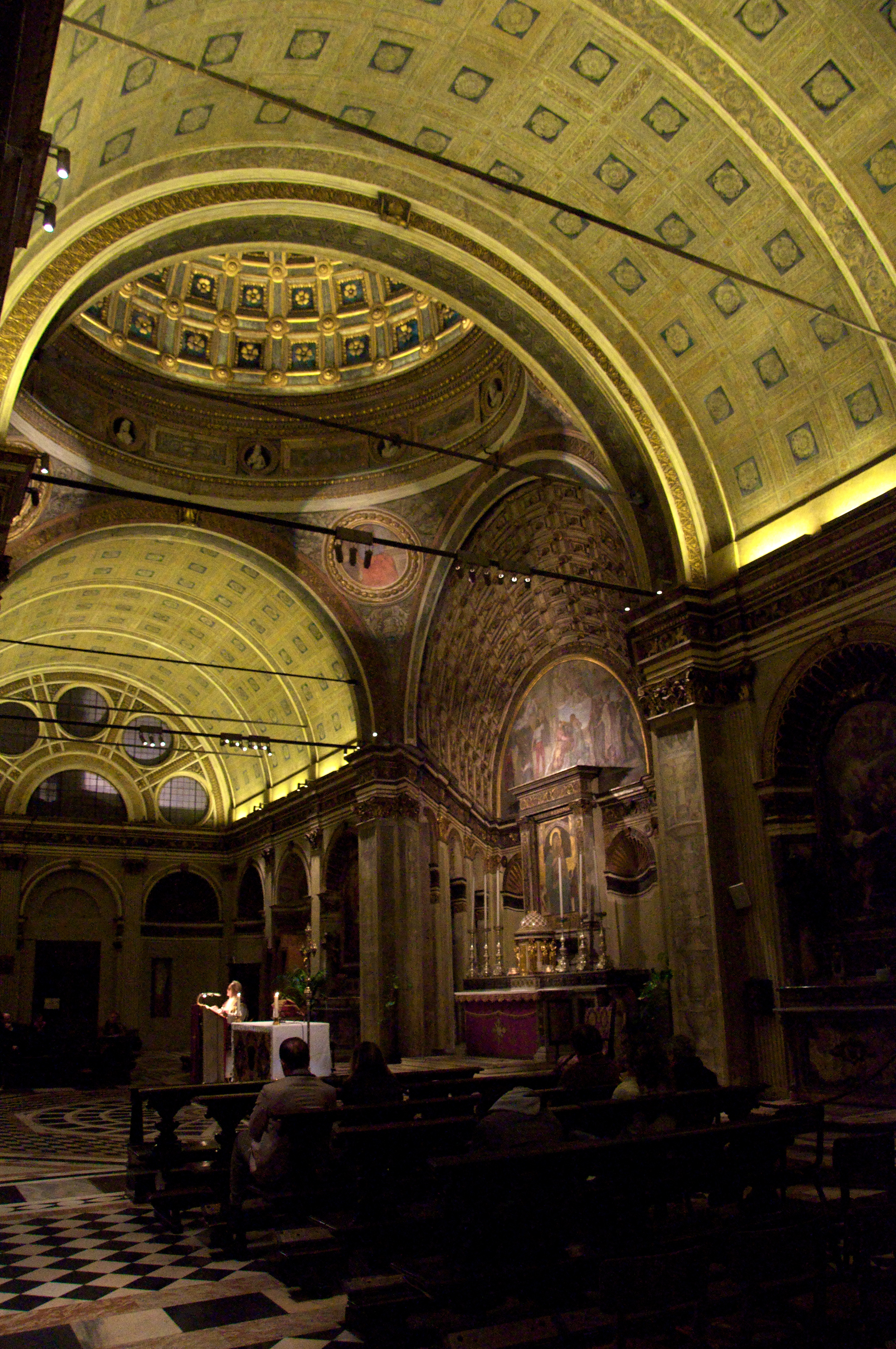
Насправді простір має глибину близько лише одного метра
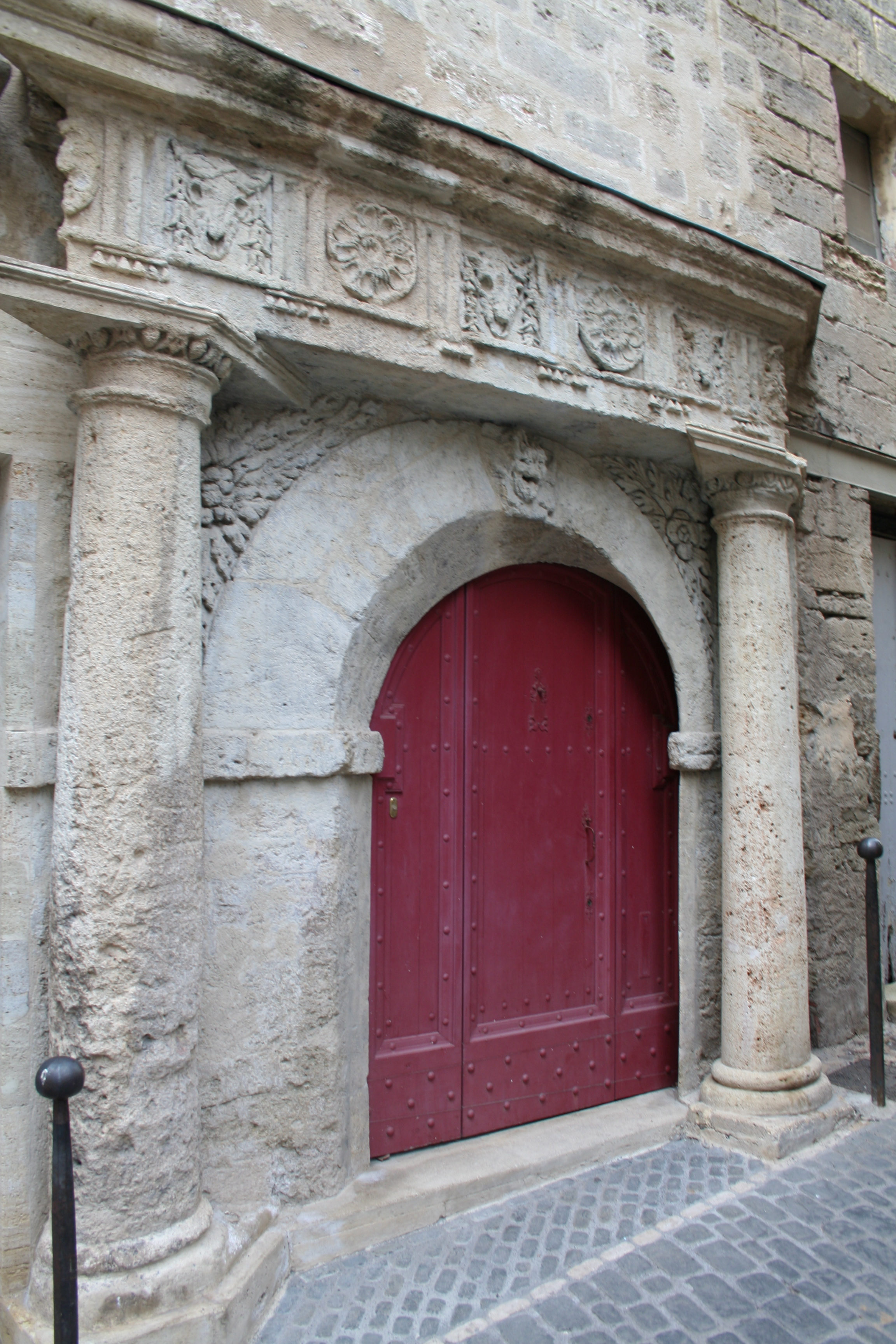
Незвичайна вимушена перспектива дверей у Пезенасі, Франція.

## Сприйняття глибини
Методика використовує особливості сприйняття людиною глибини перспективи на основі візуальних ознак таких як кутовий розмір, атмосферна перспектива, затінення, і відносний розмір при сприйнятті об'єктів. У фільмах, фотографії і мистецтві, маніпулюють сприйняттям відстані до об'єкта шляхом зміни фундаментальної
монокулярних ознак, які використовуються при сприйнятті глибини об'єкта в сцені, наприклад, атмосферна перспектива, розмитість, співвідношення розмірів і освітлення.
Використання монокулярних ознак на ряду з кутовим розміром, очі можуть сприймати відстань до об'єкта.
Художники здатні вільно переміщати візуальну площину об'єктів змінюючи ці ознаки сприйняття відстані на свою користь.
Збільшення відстані об'єкта від аудиторії, призводить до того, що об'єкт виглядатиме меншим. Людина сприймає розмір об'єкта на основі розміру зображення об'єкта на сітківці.
Цей розмір залежить лише від кута утворених світлових променів, що йдуть від верхньої і нижньої частини об'єкта, які проходять через центр кришталика ока.
Чим більший кут утворює об'єкт, тим більше видимий розмір об'єкта.
Кут збільшується при наближенні об'єкта до об'єктиву.
Два об'єкти з різним фактичним розміром мають однаковий видимий розмір, якщо в результаті вони утворюють один і той самий кут.
Аналогічно, два об'єкта одного і того ж фактичного розміру можуть мати зовсім інший розмір при сприйнятті, коли вони знаходяться на різних відстанях від об'єктива.

### Розрахунок кутового розміру

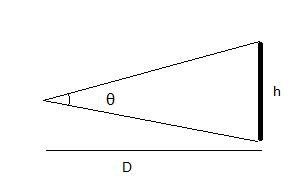
Кутовий розмір, дистанція і розмір об'єкта.

Розрахувати кутовий розмір можна за наступною формулою:
{\displaystyle \theta =2{\textrm {tg}}^{-1}\left({\frac {h}{2D}}\right)=2{\textrm {ctg}}\left({\frac {h}{2D}}\right)}
де θ кут, що утворюється в точці де знаходиться спостерігач (лінза), h фактичний розмір об'єкта і D дистанція від лінзи до об'єкта.

### Техніки, що застосовуються
- Просте маніпулювання кутовим розміром, при переміщенні об'єкту ближче чи далі не може повністю змусити око повірити в це. Об'єкти, що знаходяться далі від спостерігача мають більш низьку контрастність освітлення, через атмосферне розсіювання променів світла. Від більш віддалених об'єктів менше променів досягають до спостерігача. Розпізнаючи монокулярні ознаки повітряної перспективи, око аналізує відносну освітленість об'єктів сцени, щоб оцінити відносну відстань. Кінематографісти і фотографи вирішують цю проблему вручну збільшуючи світлість об'єктів, які знаходяться дуже далеко, щоб вирівняти сприйняття цих об'єктів до бажаної відстані. Це досягають за допомогою додаткового освітлення віддаленого об'єкту, що змушує його випромінювати більше світла. Оскільки відомо, що яскравість світла зменшується в залежності від відстані на ½d (d — дистанція від об'єкта до спостерігача), художник може розрахувати точну кількість світла, яка необхідна для вирівнювання ефекту атмосферної перспективи.[4]
- Так само, розмиття може допомогти створити протилежний ефект, додаючи відчуття глибини. Окремий розмитий об'єкт візуально перемішується далі без необхідності вручну переміщувати об'єкт.[5]
- Ідея створення ілюзії перспективи, яка використовується в культурі кіно, бере початок з гештальтпсихології, яка стоїть на принципі, що люди часто приймають весь об'єкт, а не сукупність його окремих частин.[6]
- Інша монокулярна ознака сприйняття глибини, це освітлення і затінення. Переходи тіней в сцені, або на поверхні об'єкту дозволяють аудиторії визначити місце знаходження джерела світла відносно об'єкта. Якщо для двох різних об'єктів, які знаходяться на різній відстані, створити однакове затінення, то буде створюватися враження, що вони знаходяться на аналогічній позиції по відношенню до джерела світла, і тому вони здаються набагато ближчими один до одного, ніж вони є насправді.[7]
- Простіша техніка використовуються художниками, що маніпулюють відносним розміром. Після того як публіка ознайомлена з розміром об'єкта і його пропорціями щодо решти об'єктів сцени, фотограф або режисер може замінити об'єкт на його більшу чи меншу копію, щоб змінити відносний розмір сприйняття іншої частини сцени. Це часто застосовується в кіно. Наприклад, щоб створити уявлення появи персонажа-гіганта поруч із людиною «звичайного розміру», режисер може відзняти сцену з двома ідентичними склянками поруч, а потім наступну сцену зробити з персонажем, який є за задумом гігантом, що тримає набагато меншу копію склянки і людину, яка грає персонажа меншого розміру, з набагато більшою копією. Оскільки аудиторія запам'ятала, що склянки були однакові на початку сюжету, різниця пропорцій для двох персонажів змушує глядача сприймати їх різними за розміром у відповідності до співвідношення їх розмірів зі склянкою в руці.[8]
- Ще одною простою монокулярною ознакою, яка застосовується художниками, є тенденція до зміни кольору об'єктів на відстані, який більшою мірою буде набувати синього відтінку спектру, в той час як ближчі об'єкти будуть мати більше червоного спектру. Художник може створити ілюзію відстані, додавши синій або червоний відтінок до кольору об'єкта, який він зображує.[8]